# Брейтбах, Карл
Карл Брейтбах (нем. Carl Breitbach; 1833–1904) — немецкий живописец.

## Биография
Карл Брейтбах родился в 1833 году в городе Берлине.

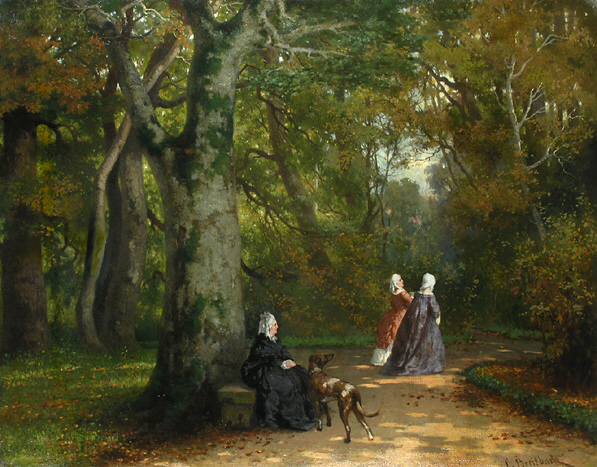
Одна из работ Брейтбаха

Сперва обучался художественному мастерству в Берлинской академии искусств, а с 1862 по 1863 года у Тома Кутюра (Couture) в Париже.
С целью усовершенствования, путешествовал по Франции, Англии и Германии. Вернувшись в Берлин он первоначально рисовал главным образом ландшафты на мотивы из Бранденбурга, Вестфалии, немецких Альп и окрестностей Парижа; но по мере того, как его ландшафты все чаще и чаще оживлялись фигурами, Брейтбах почувствовал склонность к жанровой живописи и уже в зрелых годах поступил для усовершенствовании в мастерскую Людвига Кнауса. Помимо этого Брейтбах рисовал портреты, памятники архитектуры и т. п.
Карл Брейтбах умер в 1904 году.